# Ulica Królowej Jadwigi w Krakowie
Ulica Królowej Jadwigi – ulica w Krakowie biegnąca w kierunku północno-zachodnim wzdłuż Pasma Sowińca porośniętego Laskiem Wolskim i wzdłuż rzeki Rudawy. Łączy Salwator z Chełmem, będąc główną osią komunikacyjną Woli Justowskiej.
Prowadzi od ul. T. Kościuszki stokiem Góry św. Bronisławy do ul. Pylnej, gdzie przechodzi w ul. Junacką. Na odcinku od ul. F. Focha do ul. T. Kościuszki jest jednokierunkowa, zaś od Focha do Pylnej – dwukierunkowa.
Powstała w XVIII wieku. Do XIX wieku pozostała bezimienna. Obecna nazwa obowiązuje od 1912 r. – jej patronką jest święta królowa Jadwiga Andegaweńska. W latach 1933–1948 zachodni odcinek ulicy nosił nazwę Wolska.

## Zabudowa
Przy ulicy dominuje zabudowa mieszkaniowa jednorodzinna z XX wieku m.in. dom numer 50 z lat 1989-1992, dom numer 195 z lat 1939-1944, dom numer 259 z lat 1994-1996. Nieliczna zabudowa wielorodzinna to m.in. budynek na rogu z ul. Przegon.
W budynku numer 41 znajduje się oddział Muzeum Historycznego Miasta Krakowa Dom Zwierzyniecki.
Pod numerem 124 znajduje się ostróg bramny „Wola Justowska” – wartowania nieistniejącej już bramy, będącej częścią Twierdzy Kraków.
Pod numerem 220 znajduje się budynek dawnej strzelnicy.